# Монгольская диаспора в Южной Корее
Монгольская диаспора в Южной Корее — крупнейшая диаспора граждан Монголии за границей, кроме канадских монголов (которая насчитывает 160 тысяч).

## Численность
В 2003 году в Южной Корее проживало почти 20 тыс. монголов, что больше, нежели американская, японская и европейская диаспоры монголов вместе взятые. Пять лет спустя количество монголов выросло на 65 % и составило 33 тыс., то есть 1,2 % всего населения Монголии. По подсчётам южнокорейского правительства, член каждой второй монгольской семьи работает в Южной Корее. Около 70 % мигрантов находятся в стране нелегально. Рост монгольской диаспоры в Южной Корее оказался настолько высоким, что монгольское посольство в Сеуле не справляется с постоянной загруженностью, так что диаспора создала собственные неправительственные организации по оказанию взаимопомощи, напр. «Далайн салхи» (монг. «Морской ветер»).

## Причины иммиграции
Большинство монголов в Южной Корее — трудовые мигранты, занятые в области тяжёлой промышленности. Некоторые работают в сеульских ресторанах и розничной торговле, особенно в так называемых «Центральноазиатской деревне» в центральной части города. От монголов, желающих получить образование в Корее, Министерство труда Южной Кореи требует не менее 120 баллов по итогам теста по корейскому языку; однако такие же требования для трудоустраивающихся в сельском хозяйстве, рыболовной промышленности и строительстве ниже. Желающих пройти этот тест чрезвычайно много; так, в 2007 году желающие пройти его в течение четырёх дней стояли в очередь на регистрацию около Центрального стадиона в Улан-Баторе. В этом году было зарегистрировано 14 929 желающих (9892 мужчины и 5037 женщин); из них сдавало лишь 14 606 чел., 44 % (6487 чел.) набрало свыше 120 баллов, а 91 % соответствовало минимальным требованиям.
Помимо трудовых мигрантов, около 1,7 тыс. человек ежегодно прибывают в Южную Корею для получения высшего образования. Некоторые монголки переезжают в страну через международные брачные агентства; их средний возраст составляет 25 лет, в то время как средний возраст их мужей-корейцев — 44 с половиной года; при этом многие невесты имеют лучшее образование, чем у них.

## Межэтнические взаимоотношения
Монголы, живущие в Южной Корее, часто выделяют местную систему возрастной иерархии как одно из главных препятствий их общественно-культурной адаптации в стране. Так, между собой они могут свободно общаться на равных с человеком старше себя на пять лет; в обращении же к корейцам им необходимо использовать особые формы вежливости в зависимости от разницы в возрасте с собеседником. Утверждается также, что корейцы вежливее по отношению к европейцам и американцам, нежели к азиатам.